# Didymocentrus martinicae
Espèce
Didymocentrus martinicae est une espèce de scorpions de la famille des Diplocentridae.

## Distribution
Cette espèce est endémique de Martinique.

## Description
Le mâle holotype mesure 43,95 mm et la femelle paratype 44,40 mm.

## Étymologie
Son nom d'espèce lui a été donné en référence au lieu de sa découverte, la Martinique.

## Publication originale
- Teruel & Questel, 2020 : A new Lesser Antillean scorpion of the genus Didymocentrus Kraepelin, 1905 (Scorpiones: Diplocentridae). Euscorpius, no 313, p. 1-15 (texte intégral).